# نگهداران بچه (فیلم)
نگهداران بچه (در انگلیسی: Babysitters، تلفظ: بیبیسیترز) نام یک فیلم پورنوی آمریکایی است که در سال ۲۰۰۷ میلادی تولید، ساخته شد.بازیگران بسیار مشهور فیلم‌های پورنو در این فیلم بازی کردند. بودجه فیلم نگهداران بچه در حدود سی هزار دلار آمریکا بود.
بازیگران مشهور فیلم‌های بزرگسالان همچون جِسی جِین، سوفیا سانتی، تیگان پرسلی، شای جردن، ساشا گری، سامی رودز در این فیلم ایفای نقش کردند.

## جوایز
جوایز ای‌وی‌ان در لاس وگاس:
- بهترین صحنه سکس همه دختران
- بهترین سکس دهانی - ساشا گری
- بهترین پخش بدون حاشیه
- بهترین آسیب روانی به مردم
- بهترین گردهمایی خوبان قاتل
- بهترین دیک سال
- بهترین عامل کف دستی بین جوانان